# Rassemblement guinéen pour le développement

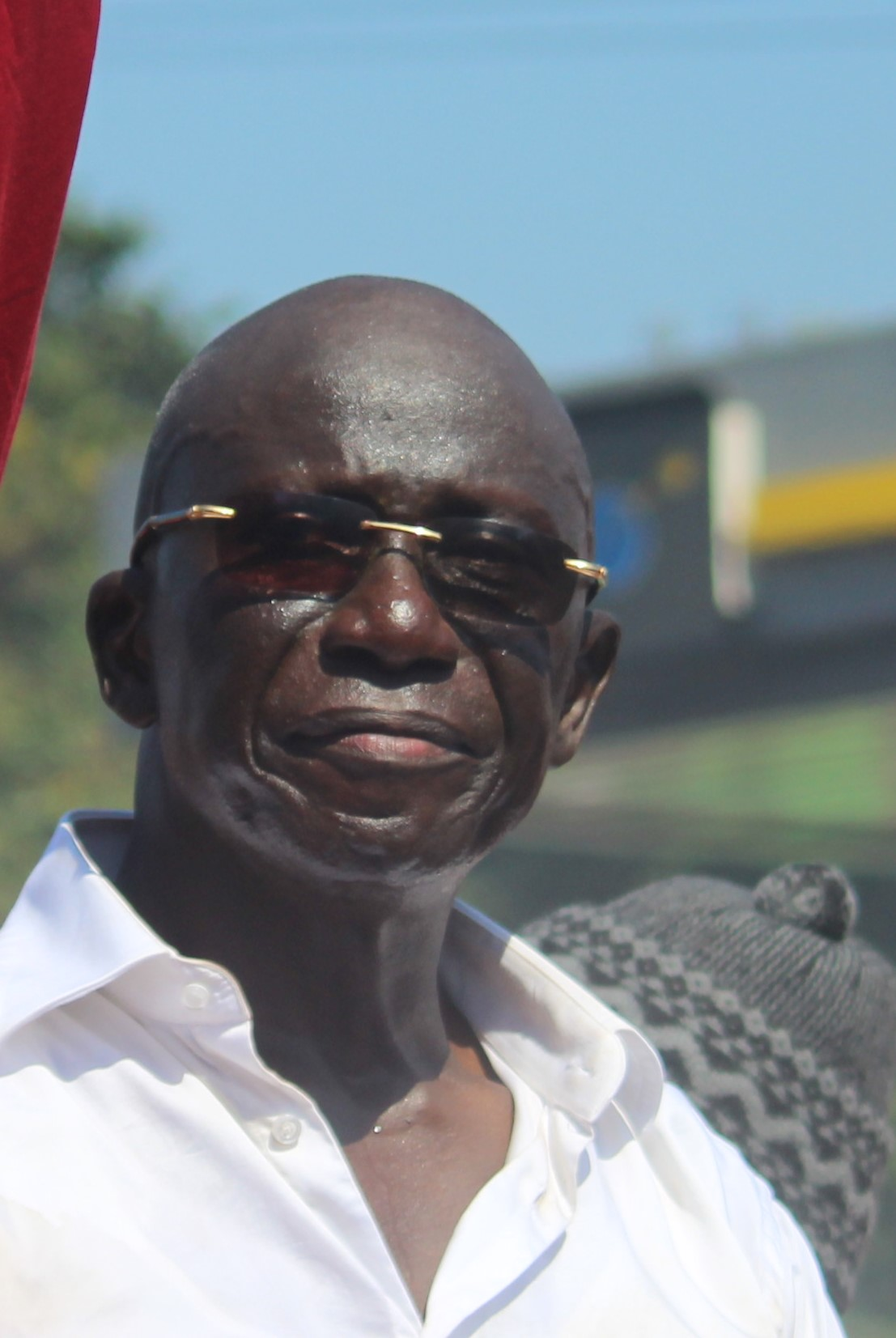
Président du Rassemblement guinéen pour le développement.

Le Rassemblement guinéen pour le développement, abrégé en RGD, est un parti politique guinéen membre de l'opposition républicaine et du mouvement FNDC. Il est dirigé par Abdoul Kabèlè Camara.

## Historique
En tant qu'ancien ministre de la Défense et de la Sécurité, Abdoul Kabèlè Camara décide de fonder son parti le 17 octobre 2018 à la suite de sa sortie du gouvernement Youla,.